# Dub na sportovišti v Dejvicích
Dub na sportovišti v Dejvicích je památný strom, který roste u oplocení mezi mateřskou školou a sportovním areálem TJ Sokol Praha-Hanspaulka v jeho severovýchodní části.

## Parametry stromu
- Výška (m): 25,0
- Obvod (cm): 371
- Ochranné pásmo: vyhlášené - kruh o poloměru 14 m
- Datum prvního vyhlášení: 11.08.2012[1]
- Odhadované stáří: 175 let (rok 2016)[2]

## Historie
Dub je nadprůměrného vzrůstu i věku. Byl vysazen kolem roku 1845 na pozemku zámečku Hanspaulka, ve svahu bývalé zahrady mezi zámkem a zahradním domkem.